# Stor-Kvarntjärnen, Ångermanland
Stor-Kvarntjärnen är en sjö i Bjurholms kommun i Ångermanland och ingår i Öreälvens huvudavrinningsområde. Sjön har en area på 0,0332 kvadratkilometer och ligger 230,8 meter över havet.

## Delavrinningsområde
Stor-Kvarntjärnen ingår i det delavrinningsområde (710531-166617) som SMHI kallar för Utloppet av Ottervattnet. Medelhöjden är 224 meter över havet och ytan är 17,51 kvadratkilometer. Det finns ett avrinningsområde uppströms, och räknas det in blir den ackumulerade arean 40,11 kvadratkilometer. Ottervattsbäcken som avvattnar avrinningsområdet har biflödesordning 2, vilket innebär att vattnet flödar genom totalt 2 vattendrag innan det når havet efter 100 kilometer. Avrinningsområdet består mestadels av skog (69 procent). Avrinningsområdet har 1,22 kvadratkilometer vattenytor vilket ger det en sjöprocent på 7 procent.